# Мария Тюдор (Франция)
 Тази статия е за кралицата на Франция.  За кралицата на Англия вижте Мария I Тюдор.  
Мария Тюдор (18 март 1496 – 25 юни 1533) е английска принцеса и кралица на Франция, съпруга на крал Луи XII.

## Биография
Мария е родена на 18 март 1496 г. в двореца „Ричмънд“ в Лондон. Тя е пето дете на английския крал Хенри VII Тюдор и на съпругата му Елизабет Йоркска. Мария е изключително близка с брат си Хенри VIII, който кръщава първата си дъщеря на нейно име.

## Кралица на Франция
През 1507 г. Мария е сгодена за Карл Кастилски, бъдещия император на Свещената Римска империя. Поради политически причини обаче планираният брак е провален. Вместо това архиепископ Томас Уолси урежда брак между 18-годишната Мария Тюдор и 52-годишния френски крал Луи XII, който е сключен на 9 октомври 1514 г. в Абвил, Франция. Заедно с Мария като част от антуража на принцесата във Франция пристига и Ан Болейн. Въпреки двата си предходни брака Луи XII все още няма мъжки наследник и силно се надява, че Мария ще роди следващия френския крал. Три месеца след сватбата обаче френският крал умира.

## Брак с херцога на Съфолк
След смъртта на зет си крал Хенри VIII изпраща хора, които да доведат Мария обратно в Англия. Сред хората, които кралят изпраща е и Чарлз Брендън, херцог на Съфолк, в когото Мария е влюбена от дълго време. Преди да замине за Франция Брендън е принуден да се закълне пред краля, че няма да ѝ предлага брак. Въпреки това Брендън и Мария се женят тайно във Франция на 3 март 1515. Действията на Брандън са определени от кралския съвет като измяна и той препоръчва на краля, Брендън да бъде екзекутиран. Намесата на Томас Уолси и обичта на Хенри VIII към Мария спасяват главата на съпруга ѝ. Кралят най-накрая се съгласява с брака им и на 13 май 1515 г. Мария и Чарлз Брендън се женят официално в двореца Гринуич.
В английския двор Мария е наричана кралицата на Франция и никога не използва титлата херцогиня на Съфолк. През повечето време тя живее в имението на съпруга си в Съфолк. Отношенията с брат ѝ обаче се обтягат към 1520 г., когато Мария отказва да подкрепи развода на Хенри с Катерина Арагонска, с която Мария е дългогодишна приятелка. Поради тази причина отношенията между новата кралица Ан Болейн и Мария Тюдор са доста напрегнати.
Мария Тюдор умира в Уесторп, Съфолк, на 25 юни 1533 г.

## Семейство
От първия брак с Луи XII, Мария Тюдор няма деца. От втория брак с Чарлз Брендън има три деца:
- Хенри Брендън
- Лейди Френсис Брендън, майка на Лейди Джейн Грей
- Лейди Елеонор Брендън